# Francesca Lubiani
Francesca Lubiani (* 12. Juli 1977 in Bologna) ist eine ehemalige italienische Tennisspielerin.
Lubiana wurde von ihrem Vater Paolo trainiert und war überwiegend auf Hartplatz erfolgreich. Sie gewann 1994 ihr erstes ITF-Turnier. Ihre drei weiteren ITF-Einzeltitel gewann sie in den Jahren 2000, 2001 und 2002 – zwei davon im spanischen Valladolid.
Am 26. Mai 1997 erreichte sie mit Position 58 ihre beste Platzierung in der Einzel-Weltrangliste, in der Doppelwertung war Platz 114 am 15. August 2005 ihre höchste Notierung. Ihren letzten von insgesamt 15 Doppeltiteln bei ITF-Turnieren konnte sie 2006 in Catania feiern. Im August desselben Jahres bestritt Francesca Lubiani in Rimini ihr letztes Profiturnier.

## Turniersiege
| Nr. | Datum            | Turnier    | Kategorie   | Belag     | Finalgegnerin    | Ergebnis       |
| --- | ---------------- | ---------- | ----------- | --------- | ---------------- | -------------- |
| 1.  | 27. Februar 1994 | Amadora    | ITF $10.000 | Hartplatz | Stefania Pifferi | 6:2, 6:4       |
| 2.  | 6. August 2000   | Alghero    | ITF $25.000 | Hartplatz | Zsófia Gubacsi   | 6:1, 6:0       |
| 3.  | 22. Juli 2001    | Valladolid | ITF $25.000 | Hartplatz | Anouska van Exel | 7:68, 2:6, 6:4 |
| 4.  | 21. Juli 2002    | Valladolid | ITF $25.000 | Hartplatz | Olga Vymetálková | 6:2, 6:4       |